# Dolany u Jaroměře
Dolany (deutsch Dolan) ist eine Gemeinde mit 629 Einwohnern (1. Januar 2004) im Okres Náchod in Tschechien. Sie liegt in 274 m ü. M. rechts der Aupa und ihres daneben verlaufenden kleinen Zuflusses Tůně zwischen den Städten Jaroměř und Česká Skalice. Die Gemeindefluren haben eine Fläche von 1677 ha.

## Geschichte

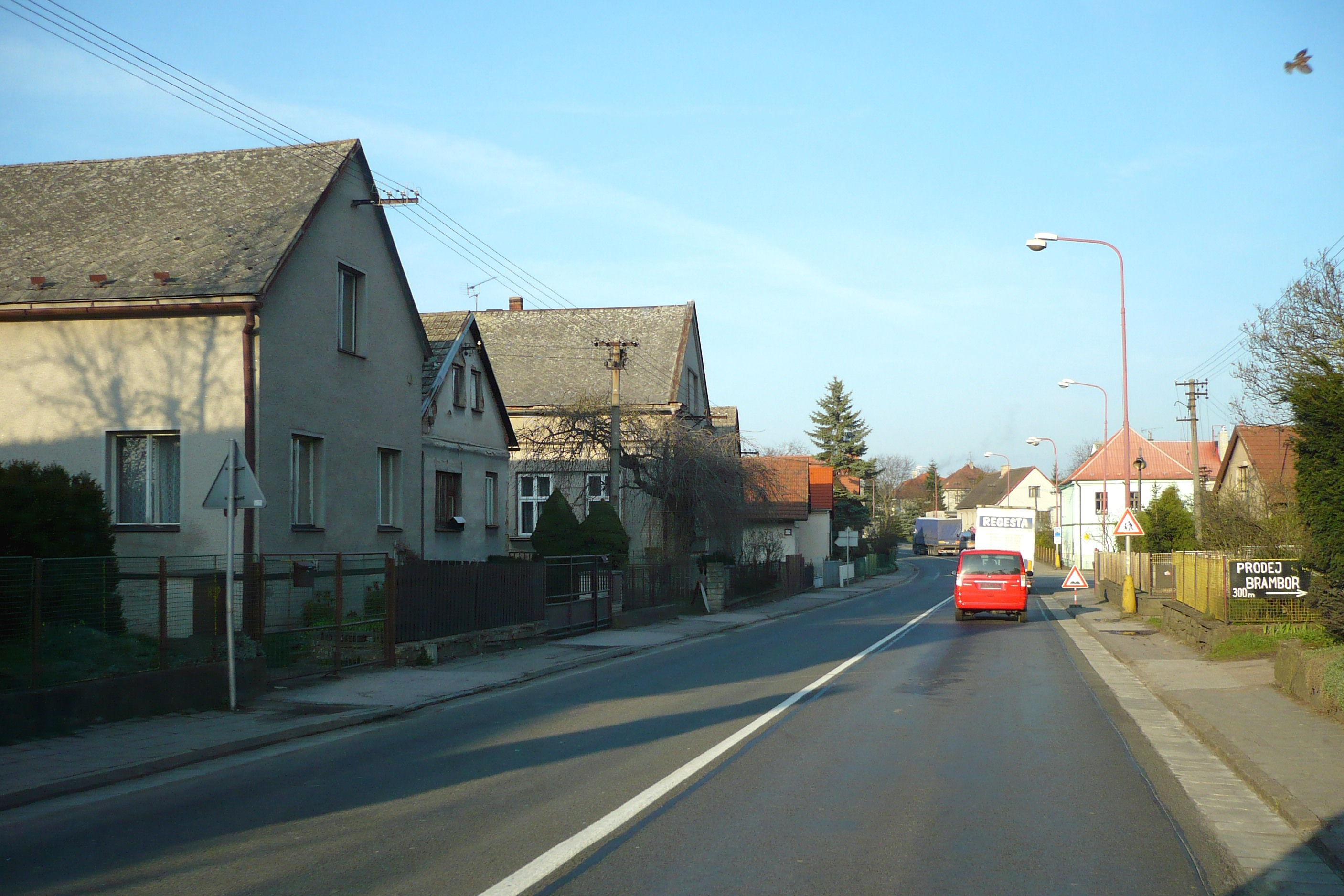
Dolany

Die erste schriftliche Erwähnung von Dolany stammt aus dem Jahre 1549. Wesentlich älter ist der Ortsteil Krabčice, der schon 1385 nachweisbar ist.
Das Dorf Dolany war Teil des Weichbildes der fünf Kilometer südwestlich gelegenen Stadt Jaroměř.

### Schlacht von Schweinschädel
Während des Deutschen Krieges kam es am 29. Juni 1866 bei Schweinschädel zu einem Gefecht. Die österreichischen Truppen unter Tassilo Festetics, die in Dolany lagerten, versuchten nach Norden und Nordosten bis Gradlitz und Trebeschau vorzustoßen. Nach der Besetzung von Schweinschädel und Miskoles setzten sich die Preußen unter Karl von Steinmetz, die am 28. Juni Skalitz eingenommen hatten, in östliche Richtung in Bewegung. Gleichzeitig zog von Nordosten aus Rothkosteletz die Kavallerie des Prinzen Albrecht heran. Unter Führung des Kronprinzen rückten von Trautenau und Königinhof weitere Truppenverbände auf Gradlitz vor, während einige Truppenteile von Skalitz über Furt und Trebeschau auf Schweinschädel vorstießen.
Trotz heftiger Gegenwehr waren die Österreicher den Preußen in den ab 16 Uhr ausgebrochenen Kämpfen unterlegen und verschanzten sich im Schweinschädler Herrenhof. Als von Josefstadt kein weiterer Nachschub kam, zogen sich die Österreicher schließlich dorthin zurück, als die Gegenseite dazu überging, die Truppen einzukesseln.
Bei den Kämpfen gab es auf österreichischer Seite 1.750 Tote, die Zahl der preußischen Gefallenen betrug 394.
Im Jahr darauf ließ das österreichische Infanterie-Regiment Nr. 37, das mit 1.143 Gefallenen die Hauptlast der Kämpfe getragen hatte, auf dem Dorfplatz von Schweinschädel ein großes Denkmal setzen.

## Gemeindegliederung
Die Gemeinde Dolany besteht aus den Ortsteilen Čáslavky (Tschaslawek), Dolany (Dolan), Krabčice (Grabschütz), Sebuč (Sebutsch) und Svinišťany (Schweinschädel) sowie der Ansiedlung Zaječí (Hasentanz).

## Persönlichkeiten
- Josef Myslimír Ludvík (1796–1856), tschechischer patriotisch gesinnter Schriftsteller sowie römisch-katholischer Priester